# Lijst van oorlogsmonumenten in Ommen
De Nederlandse gemeente Ommen heeft 14 oorlogsmonumenten. Hieronder een overzicht.
| Nr.                             | Object                              | Herdachte groep | Ontwerper                 | Onthulling   | Type            | Locatie                                             | Plaats   | Coördinaten                   | Foto                                |
| ------------------------------- | ----------------------------------- | --- | ------------------------- | ------------ | --------------- | --------------------------------------------------- | -------- | ----------------------------- | ----------------------------------- |
| 985                             | Le dormeur du val                   | verzet Nederland | Titus Leeser (1903-1996)  |              | gedenksteen     |                                                     | Ommen    | 52° 29' 27" NB, 6° 26' 17" OL | Le dormeur du val                   |
| 986                             | Monument aan de Stationsweg         | geallieerde militairen                                                                                                 |                           | 6 april 1990 | plaquette       | Stationsweg 24, 7731 AX                             | Ommen    | 52° 30' 40" NB, 6° 25' 8" OL  |                                     |
| 990                             | Verzetsmonument                     | verzet Nederland |                           | 4 mei 1985   | gedenksteen     |                                                     | Stegeren | 52° 31' 47" NB, 6° 30' 19" OL |                                     |
| 991                             | Monument 'Kamp Erika'               | burgerslachtoffers, vervolgden Nederland, verzet Nederland                                                             |                           | 4 mei 1991   | gedenksteen     | Steile Oever, 7731                                  | Ommen    | 52° 29' 30" NB, 6° 25' 40" OL |                                     |
| 1323                            | Monument in het gemeentehuis        | algemeen, militairen in dienst van het Ned. Kon. 1940-1945, burgerslachtoffers, vervolgden Nederland, verzet Nederland | Titus Leeser (1903-1996)  |              | gedenksteen     | Chevalleraustraat 2, 7731 EE                        | Ommen    | 52° 31' 33" NB, 6° 25' 22" OL |                                     |
| 3201                            | Monument op de Joodse begraafplaats | vervolgden Nederland                                                                                                   |                           |              | gedenksteen     | Dr. A.C. van Raaltestraat, 7731 GN                  | Ommen    | 52° 31' 14" NB, 6° 25' 34" OL | Monument op de Joodse begraafplaats |
| 3202                            | Joods monument                      | vervolgden Nederland                                                                                                   |                           |              | gedenksteen     | Dr. A.C. van Raaltestraat, 7731 GN                  | Ommen    | 52° 31' 10" NB, 6° 25' 16" OL |                                     |
| 3203                            | Joods monument                      | vervolgden Nederland                                                                                                   |                           |              | gedenksteen     | Kasteellaan 1, 7731 PJ                              | Eerde    | 52° 29' 12" NB, 6° 27' 14" OL | Joods monument                      |
| 3298                            | Bevrijdingsplaquette                | algemeen |                           |              | plaquette       | 11 April plein, 7731                                | Ommen    | 52° 31' 8" NB, 6° 25' 19" OL  |                                     |
| 3299                            | Bevrijdingsplaquette (2)            | algemeen | Carla Luik                | 5 mei 2001   | plaquette       | Chevalleraustraat 2, 7731 EE                        | Ommen    | 52° 31' 32" NB, 6° 25' 26" OL |                                     |
| 3512                            | Oorlogsmonument                     | algemeen | Arnold Vos, Seine Seigers | 4 mei 2010   | beeld/sculptuur | 8148                                                | Lemele   | 52° 27' 9" NB, 6° 25' 19" OL  |                                     |
|                                 | oorlogsgraf Salomon Roet            | militairen in dienst van het Ned. Kon. 1940-1945                                                                       |                           |              | grafmonument    | Joodse begraafplaats Ommen                          | Ommen    | 52° 31' 13" NB, 6° 25' 40" OL | oorlogsgraf Salomon Roet            |
| Dit oorlogsmonument op Wikidata | Erehof Ommen                        | geallieerde militairen                                                                                                 |                           |              | grafmonument    | Algemene begraafplaats, Hardenbergerweg 21a, 7731HA | Ommen    | 52° 31' 21" NB, 6° 25' 47" OL | Erehof Ommen                        |
|                                 | Stolpersteine                       | vervolgden Nederland                                                                                                   | Gunter Demnig             |              | reliëf          |                                                     | Ommen    |                               | Meer afbeeldingen                   |

Almelo ·
Borne ·
Dalfsen ·
Deventer ·
Dinkelland ·
Enschede ·
Haaksbergen ·
Hardenberg ·
Hellendoorn ·
Hengelo ·
Hof van Twente ·
Kampen ·
Losser ·
Oldenzaal ·
Olst-Wijhe ·
Ommen ·
Raalte ·
Rijssen-Holten ·
Staphorst ·
Steenwijkerland ·
Tubbergen ·
Twenterand ·
Wierden ·
Zwartewaterland ·
Zwolle